# Тина (Япония)
Тина (яп. 知名町 Тина-тё:) — посёлок в Японии, находящийся в уезде Осима округа Осима префектуры Кагосима. Площадь посёлка составляет 53,31 км², население — 6403 человека (1 августа 2014), плотность населения — 120,11 чел./км².

## Географическое положение
Посёлок расположен на острове Окиноэрабу в префектуре Кагосима региона Кюсю. С ним граничит посёлок Вадомари.

## Население
Население посёлка составляет 6403 человека (1 августа 2014), а плотность — 120,11 чел./км². Изменение численности населения с 1980 по 2005 годы:
| 1980 | 8407 чел. |  |
| 1985 | 8165 чел. |  |
| 1990 | 7768 чел. |  |
| 1995 | 7456 чел. |  |
| 2000 | 7435 чел. |  |
| 2005 | 7115 чел. |  |

## Символика
Деревом посёлка считается Ficus microcarpa, цветком — гибискус.